# SIG Sauer P227
Die SIG Sauer P227 ist eine Selbstladepistole von SIG Sauer, die in den USA konstruiert wurde und produziert wird. Ihre Markteinführung erfolgte im Jahr 2013. Die SIG Sauer P227 ergänzte das Portfolio von SIG Sauer in Exeter (NH) um eine Faustfeuerwaffe im Kaliber .45 ACP mit zweireihigem Magazin. Die Einführung erfolgte gemeinsam mit der P224.

## Hintergrund
Die P227 ähnelt in zahlreichen Merkmalen der P220 in .45 ACP, die SIG Sauer 1975 auf den Markt brachte. Sie nutzt das gleiche von SIG Sauer System mit Spann- und Druckpunktabzug, ein zweireihiges Stangenmagazin zur Erhöhung der Magazinkapazität und ist nur wenig größer. Wie bei den meisten Selbstladepistolen bleibt der Verschluss nach Verschießen der letzten Patrone offen. Der Entspannhebel erlaubt ein sicheres Entspannen des Hahns. Die Waffe kann durch Entfernen des Magazins, Blockieren des Verschlusses in geöffneter Stellung und Drehen des Demontagehebels zerlegt werden. Verschluss, Lauf und Schließfeder können dann nach vorne vom Griffstück geschoben werden.
Die P227 ist zur Verbesserung der Ergonomie auch mit einer einteiligen, das Griffstück umfassenden ‚E2‘-Griffschale anstelle der herkömmlichen, zwei seitlich angebrachten Griffschalen der P220 ausgestattet. Sie weist eine Magazinkapazität von zehn Patronen plus einer elften im Patronenlager auf, was gegenüber den sieben oder acht Patronen, welche die P220 mit ihrem einreihigen Magazin fassen kann, eine Verbesserung darstellt. SIG bietet auch Magazine mit einer Kapazität von vierzehn Patronen an, die mit einigen Modellen serienmäßig ausgeliefert werden.  Die P227 verfügt sowohl über Spannabzug als auch einen Druckpunktabzug, so dass bei der Schussabgabe mit ungespanntem Hahn ein Abzugswiderstand von 44,5 N, mit gespanntem Hahn von knapp 20 N zu überwinden ist. Die Waffe ist serienmäßig mit einer Picatinnyschiene und einem Dreipunktvisier ausgestattet, kann aber auch mit einem SIGLITE Nachtvisier ausgerüstet werden. Das Griffstück ist aus anodisiertem und nitridiertem Aluminium gefertigt, der Schlitten aus geschmiedetem Stahl.

## Varianten
Seit Februar 2017 werden acht Modelle der P227 auf der SIG-Sauer-Web-Seite angeboten:
- Die P227 Nitron Full Size ist mit einem 4,4 Zoll (112 mm) langen Lauf, Polymergriffschalen und dem üblichen zehnschüssigen Magazin ausgerüstet
- Das Modell P227 Nitron Carry weist eine Lauflänge von nur 3,9 Zoll (99 mm) auf, wird mit zwei zehnschüssigen Magazinen und geglätteter Oberfläche zum verdeckten Tragen ausgeliefert.
- Das Modell P227 SAS Gen 2 Carry ist mit einem Trigger-Reset ausgestattet, weist ebenfalls eine Lauflänge von 3,9 Zoll (99 mm) auf und wird mit zwei zehnschüssigen Magazinen, aber ohne Picatinnyschiene ausgeliefert.
- Die P227 TACOPS Full Size mit einer Lauflänge von 4,4 Zoll (112 mm) besitzt ein Griffstück mit Beavertail, G10 Griffschalen, TRUGLO Korn und SIGLITE Kimme, geriffelte Greifflächen am Vorderende des Schlittens, einen verlängerten Magazinschacht und wird mit vier Vierzehn-Schuss-Magazinen ausgeliefert
- Die P227 Tactical Full Size ist mit einem Trigger-Reset und einem 5,1-Zoll-Lauf (130 mm) ausgestattet, der zur Montage eines Schalldämpfers mit einem Gewinde versehen ist. Die Waffe wird mit SIGLITE Nachtvisier und wurde mit einem zehnschüssigen und einem vierzehnschüssigen Magazin ausgeliefert. Bei neueren Modellen wurde wegen Problemen bei der Zuführung der Munition auf das vierzehnschüssige Magazin zugunsten eines zweiten zehnschüssigen Magazins verzichtet, wobei die Modelle an einem Wechsel der Modellnummern unterschieden werden können.
- Die P227 Flat Dark Earth besitzt eine Beschichtung von Schlitten und Griffstück im Farbton „Flat Dark Earth“, eine Lauflänge von 4,4 Zoll (112 mm) und ein zehnschüssiges Standardmagazin.
- Das Modell P227 Equinox wird mit einem polierten Schlitten mit vernickelten Bedienelementen, einem 4,4 Zoll langen (112 mm) Lauf, und zehnschüssigem Magazin ausgeliefert.
- Die P227 Enhanced Elite ist mit einem 4,4 Zoll (112 mm) langem Lauf, Griffstück mit Beavertail, geriffelten Greifflächen am vorderen Ende des Schlittens, Trigger Reset, einteiligem ergonomischen Griff und zehnschüssigem Magazin ausgestattet.[5]

## Einsatz
Im Jahr 2013 wurde die SIG Sauer P227 Full Size Nitron bei der Indiana State Police als Dienstwaffe eingeführt. Der Vertrag sah die Lieferung von über 5000 Waffen bis Ende 2014 vor.
Nach ausgiebigen Tests von Waffen des Kaliber .45 ACP von verschiedenen Herstellern wählte 2014 die Pennsylvania State Police ebenfalls die P227 als Dienstwaffe.